# Услупехливан, Полен
Полен Услупехливан (тур. Polen Uslupehlivan; род. 27 августа 1990, Адана) — турецкая волейболистка, доигровщик и диагональная нападающая турецкого клуба «Фенербахче» и сборной Турции.

## Карьера
Карьеру волейболистки Полен Услупехливан начинала в 2005 году, в возрасте 15 лет, присоединившись к молодёжной команде стамбульского клуба «Вакыфбанк Гюнеш». В 2008 году она играла за молодёжную сборную Турции, с которой завоевала бронзовую медаль на чемпионате Европы среди юниоров. В сезоне 2008/09 Полен Услупехливан была переведена в первую команду «Вакыфбанка», что позволило ей дебютировать на профессиональном уровне, в турецкой Первой лиге. В 2009 году она впервые получила приглашение в главную турецкую сборную, принимая участие преимущественно в некрупных турнирах.
В сезонах 2010/11 и 2011/12 Полен Услупехливан выступала за «Нилюфер» из Бурсы, где у неё было значительно больше игровой практики. В этот период она с национальной сборной выиграла серебряные медали Евролиги 2011 и бронзу на чемпионате Европы 2011, а год спустя завоевала ещё одну бронзовую медаль Мирового Гран-при 2012, а также приняла участие в XXX Олимпийских играх в Лондоне.
В сезоне 2012/13 Услупехливан вернулась в «Вакыфбанк», который выиграл в том сезоне все турниры, в которых принимал участие: чемпионат и Кубок Турции, Лигу чемпионов. В то же время с национальной сборной она стала серебряным призёром XVII Средиземноморских игр, а также победила в Евролиге. В сезоне 2013/14 Услупехливан в составе «Вакыфбанка» выиграла Суперкубок Турции, клубный чемпионат Мира, чемпионат и Кубок Турции, а также во второй раз подряд вышла в финал Лиги чемпионов.
В сезоне 2014/15 Полен Услупехливан перешла в стамбульский «Фенербахче», с которым выиграла по два раза чемпионат и Кубок Турции. С национальной сборной она завоевала золотую медаль на I Европейских играх и бронзу на чемпионате Европы 2017.

## Достижения

### Клубные
- Чемпионат Турции: 2012/13, 2013/14, 2014/15, 2016/17

- Кубок Турции: 2012/13, 2013/14, 2014/15, 2016/17

- Суперкубок Турции: 2013

- Чемпионат мира среди клубов: 2013

- Лига Чемпионов ЕКВ: 2012/13

### В сборной
- чемпионат Европы среди юниоров 2008
- Евролига 2011
- Средиземноморские игры 2013
- Евролига 2014
- Montreux Volley Masters 2015
- Европейские игры 2015
- Montreux Volley Masters 2016